# Liceul Teoretic „Mihail Kogălniceanu” din Vaslui
Liceul Teoretic Mihail Kogălniceanu (cunoscut pe plan local și sub prescurtarea LMK) este primul liceu înființat în Vaslui, România, în anul 1890 la inițiativa unui grup de cetățeni, în frunte cu prefectul de la acea vreme, D.S. Donici.

## Istoricul liceului

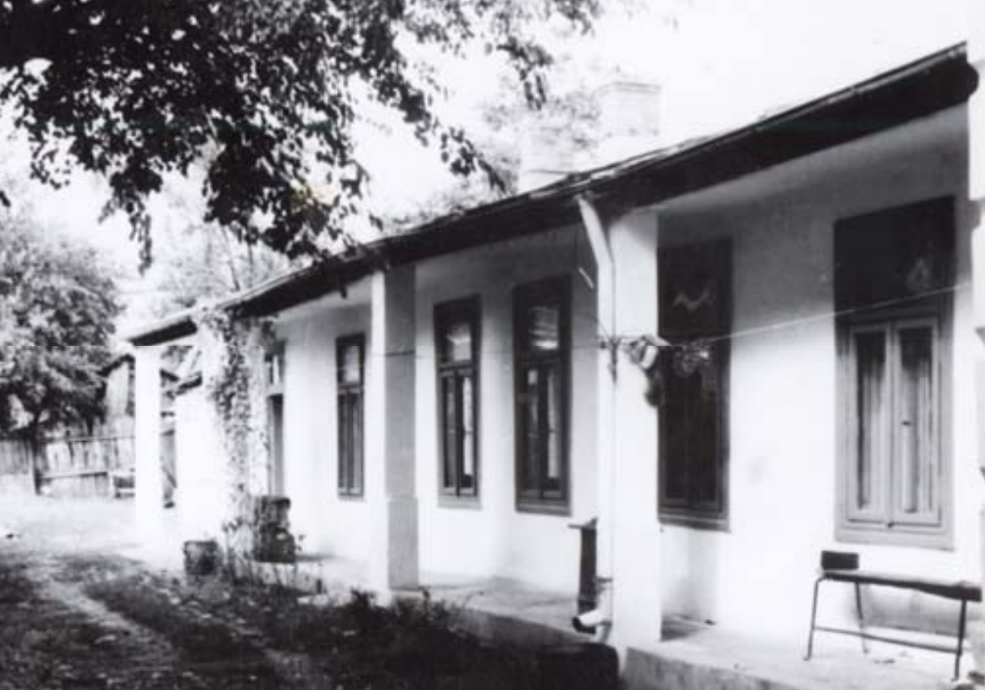
Clădirea unde s-au desfășurat primele cursuri ale liceului în anul 1890

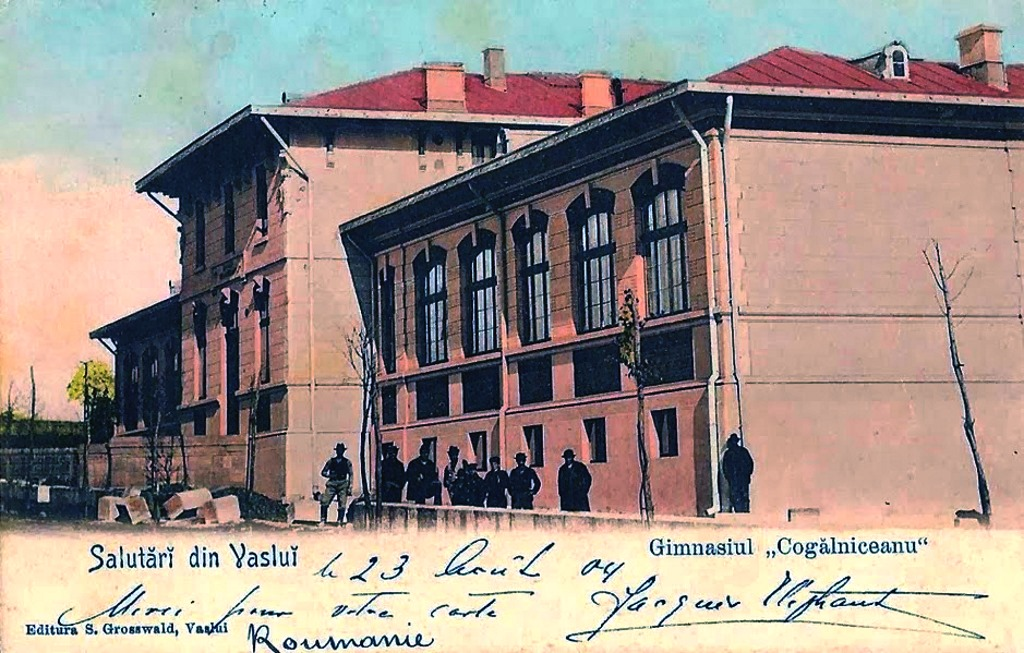
Clădirea liceului în anul 1929

În 1879, la doi ani după Războiul de Independență, cetățenii orașului Vaslui în frunte cu prefectul județului și primarul urbei, „simțind nevoia unei școli de cultură generală mai înaltă”, au stăruit pe lângă Ministerul Instrucțiunii Publice, să înființeze un gimnaziu. Ministrul Școalelor de atunci a arătat multă bunăvoință, dar n-a putut să o sprijine din lipsă de fonduri. A încurajat însă inițiativa particulară acordând o subvenție de 5 mii de lei pentru acest an. La această sumă prefectura județului a mai adăugat încă 5 mii lei ca subvenție și astfel a luat ființă în 1879 gimnaziul care și-a deschis cursurile la 15 octombrie. Cheltuielile de început fiind mari datorită faptului că Ministerul nu a inclus școala în buget, s-a hotărât închiderea ei la 30 aprilie 1880, cu speranța că în anul viitor se va reînființa, dar acest fapt nu s-a realizat decât 11 ani mai târziu.
Cererile tot mai insistente ale vasluienilor pentru înființarea de școli duc la dezbateri susținute chiar și în Senatul țării. Astfel, în ședința din 23 februarie 1887, senatorul de Vaslui, Varlaam, interpelează pe ministrul Instrucțiunii și Cultelor, D.A. Sturdza, „dacă domnia sa are cunoștință de aglomerarea de elevi care există în una și singura școală din Vaslui, „cerând” să se adauge cel puțin o a doua școală primară pentru a remedia această stare de lucruri”. Se pare că această a doua școală publică, era totuși înființată în februarie, dar ca școală particulară, deoarece în august 1887 - Școala de băieți nr. 2 trece în întreținerea statului, iar de la 26 octombrie 1887 se închiriază un local mai spațios pentru aceasta. În anul școlar 1887-1888 erau câte patru învățători la fiecare dintre cele două școli publice. Creșterea numărului de copii în oraș, în entuziasmul general inițiat de Spiru Haret pentru ridicarea de școli, determină pe locuitori să reia demersurile pentru înființarea unui gimnaziu, la care puteau avea acces și elevi de la școlile sătești din apropiere. Cererea lor este aprobată în principiu în anul 1888, dar în același an cade guvernul.
Abia în anul 1890, noul ministru al Instrucțiunii Publice, Titu Maiorescu, aprobă înființarea gimnaziului real cu trei catedre plătite de stat, dar chiria localului și mobilierului trebuiau să fie finanțate de primăria orașului. La 1 septembrie 1890, s-au deschis cursurile Gimnaziului „Mihail Kogălniceanu” într-o prăvălie din strada Ștefan cel Mare până la Sf. Dumitru, când gimnaziul avea să se mute într-un local mai confortabil. Instituția înființată este considerată de la început de rang superior, detașată de Școala de băieți nr.1, pe care o continua. Denumirea de „Mihail Kogălniceanu”, pe care o întâlnim prima dată într-un proces verbal din 25 iunie 1891, era un omagiu adus marelui om de stat care în 1880 apără pe târgoveții orașului într-un proces cu proprietăreasa Elena Șubin, ce avea ca moșie și „vatra târgului Vaslui”.
Punerea pietrei fundamentale la clădirea impozantă a școlii s-a făcut cu mult fast în ziua de 26 mai 1891, când s-a dat numele “Mihail Kogălniceanu” noului gimnaziu. Atunci s-a pus un pergament care s-a îngropat la baza noii instituții de instrucție și educație. La 20 iunie 1891, moare marele om de cultură și politician, Mihail Kogălniceanu, numit și „privighetoarea Moldovei”. La Vaslui i s-a organizat un serviciu religios unde directorul școlii din acea vreme, Constantin Calmuschi, a vorbit despre viața și opera lui Kogălniceanu, moment festiv, reluat aproape în fiecare an.

## Absolvenți și elevi notabili ai liceului
- Constantin Antip;
- Constantin Cihodaru;
- Constantin Macarovici;
- Constantin Motaș;
- Constantin Popovici;
- Constantin Tănase;
- Corneliu Bîrsan;
- Corneliu Porumboiu;
- Costin Murgescu;
- Eliza Petrăchescu;
- Elvira Sorohan;
- Dragoș Tudorache;
- Gheorghe Mironescu;
- Gheorghe Vrânceanu
- Grigore Moisil;
- Ion Iancu Lefter;
- Mihaela Popa;
- Mihail Fălcoianu;
- Neculai Macarovici;
- Petre Brânzei;
- Petru Cimpoeșu;
- Radu Beligan;
- Ștefan Ciubotărașu;
- Tamara Buciuceanu;
- Viorel Barbu;
- Viorel Căpitanu;
- Viorica Petrovici;

## Profesori ai liceului
- Constantin Calmuschi[2];
- Constantin Capră[3];
- Constantin Moisil[4];
- Dumitru Buzatu[5];
- Dumitru V. Marin[6];
- Emanoil-Ernest Gheorghe Gaiu[7];
- Heimann Hariton Tiktin[8];
- Gabriela Crețu[9];
- Georgică Alexandrache[10];
- Gheorghe Stan[11];
- Liviu Alexandru Mera[12];
- Nicolae Abramescu[13];
- Spiridon Popescu[14];
- Vasile Țugulea[15];
- Victor Cristea[16];